# Dasineura braziliensis
Dasineura braziliensis är en tvåvingeart som först beskrevs av Tavares 1922.  Dasineura braziliensis ingår i släktet Dasineura och familjen gallmyggor. Inga underarter finns listade i Catalogue of Life.